# Kadir Nurman
Kadir Nurman (1933 – Berlijn, 24 oktober 2013) was een Turks restaurateur, die als uitvinder van de döner kebab geldt.
Nurman werd in Anatolië geboren en groeide op in Istanboel. Hij kwam in 1960 op 26-jarige leeftijd als gastarbeider naar Stuttgart in Duitsland. In 1966 verhuisde Nurman naar West-Berlijn, waar hij als monteur van drukpersen werkte. In 1972 begon hij een eettentje op het station Berlin Zoologischer Garten en zou hij zijn eerste Döner verkocht hebben. De Döner bestond toen slechts uit Turks brood gevuld met gehakt van kalf of lam, uien en sla. Nurman verkocht naar eigen zeggen de Döner verpakt in brood als reactie op de veranderende eetgewoonten in de Duitse steden, waarbij fastfood populair werd. 
De vereniging van Turkse Dönerfabrikanten eerde Nurman in 2011 voor zijn levenswerk.

## Bron
- Dit artikel of een eerdere versie ervan is een (gedeeltelijke) vertaling van het artikel Kadir Nurman op de Duitstalige Wikipedia, dat onder de licentie Creative Commons Naamsvermelding/Gelijk delen valt. Zie de bewerkingsgeschiedenis aldaar.